# Elymnias lacrisma
Elymnias lacrisma är en fjärilsart som beskrevs av Hans Fruhstorfer 1904. Elymnias lacrisma ingår i släktet Elymnias och familjen praktfjärilar. Inga underarter finns listade i Catalogue of Life.